# ツーカーホン関西
ツーカーホン関西（ツーカーホンかんさい）とは、
1. 2008年までにおいて近畿地方2府4県にて展開されたツーカー携帯電話事業のサービスブランド名。「ツーカー関西」
2. 1991年から2005年に近畿地方において携帯電話事業を行っていた電気通信事業者。「株式会社ツーカーホン関西」

本稿ではかつて近畿地方においてツーカーブランドを用い展開されていた携帯電話事業、またそれに付随する事業を詳述。

## 概要
株式会社ツーカーホン関西は日産自動車を単独筆頭（過半）株主として1991年に設立された携帯電話電話事業会社。東海・関東甲信1都12県についてはセルラーホンを運営していたDDI（当時）と共同筆頭株主として設立した為、「ツーカーセルラー」を名乗った。
郵政省（当時）は1.5ギガヘルツの電波割り当てに際して、日産と日本テレコムに携帯電話の全国での新規参入枠を与えたのだが、当時関東・東海を除く各地にセルラー携帯電話事業会社を設立していたDDIの関東・東海における利権要求に屈して、2地域のみ日産と対等に組ませ、日本テレコムは日産と組まない関東・東海・関西では単独筆頭（過半）株主として「デジタルホン」を設立した。また関東・東海・関西以外の市場は小さいと判断して1社のみの参入を認め、JR系の通信会社日本テレコムと日産が共同筆頭株主となって各地に「デジタルツーカー」を設立した。この結果、関西以外の地域では、他の通信会社の資本が入る「ねじれ経営」状態となって、その影響をもっとも受けた（日産単独主宰の）「ツーカーホン関西」はグループ全体の中で孤立を深めることとなった。
その後、日産の経営難に伴い、1999年に全ての株式がDDIおよび日本テレコムに譲渡され、日産は携帯電話事業から完全撤退、翌2000年10月には同業のトヨタ自動車が資本参加した日本移動通信もDDIなどと共にKDDIに統合した。日産の失敗事業の一つに数えられることもあるが、実際には失敗する以前に撤退したので資本金を回収することもでき、多くの従業員の受け皿となった携帯電話事業は「半成功事業」だったのかもしれない。当時の日産は「人の余剰」と「金の不足」に悩まされていたからである。
「ツーカーホン関西」はKDDI傘下入り後も、会社名称を変更することなく1994年開始以来の携帯電話事業を継続していたが、2005年KDDIに完全吸収され名実ともに消滅した。

## 業務地域
- 滋賀県、京都府、大阪府、兵庫県、奈良県、和歌山県の近畿地方2府4県

## 沿革
- 1991年10月 - 日産自動車が主体となって株式会社ツーカーホン関西設立。代表取締役社長に渋谷裕弘、後に杉本芳彦に交代。
- 1994年4月1日 - 携帯電話サービス開始。
- 1998年10月 - プリペイド式携帯電話プリケー販売を開始。ツーカーホン関西が最初。
- 1999年 - KDDIに経営権譲渡。代表取締役社長に中山孝司、後に福田元彦、吉室誠に交代。
- 2005年10月1日 - KDDIへ吸収合併

## 料金体系
- ツーカーV3シリーズ 2003年7月サービス開始
  - ツーカーV3 基本料金1785円（税込） ファミリー割引後1512円（税込）
  - 同時期に関東地方（ツーカーセルラー東京）でもシンプルプランという同等の料金体制を採用していた。

## 通信端末
詳細はツーカー内の通信端末を参照のこと。

## 宣伝活動など

### イメージキャラクター
関西以外のツーカーグループとの差異についてはツーカー#以前、CMに出演したタレントを参照。
- ハリソン・フォード
- ジャネット・ジャクソン
- ブラッド・ピット
- 観月ありさ
- よゐこ
- PUFFY
- 安室奈美恵
- 浜崎あゆみ
- 松本人志
- 桜井裕美
- 小林桂樹
- 藤岡琢也
- 桂ざこば
- 中川家
- 沢村一樹
- 有森也実
- 夏帆（プリケー）
- キダ・タロー
- 栗原卓也